# Renato Lodi
Renato Lodi (Roma, 14 maggio 1923 – 15 gennaio 2022) è stato un generale italiano, comandante generale della Guardia di Finanza dal 1985 al 1986.

## Biografia
Ex allievo della Scuola militare Nunziatella di Napoli.